# 70179 Beppechiara
70179 Beppechiara este un asteroid din centura principală de asteroizi.

## Descriere
70179 Beppechiara este un asteroid din centura principală de asteroizi. A fost descoperit pe 21 august 1999 la Gnosca de Stefano Sposetti. Asteroidul prezintă o orbită caracterizată de o semiaxă mare de 2,57 ua, o excentricitate de 0,31 și o înclinație de 5,2° în raport cu ecliptica.